# Andrzej Panufnik
Andrzej Panufnik (Varsòvia, 25 de setembre de 1914 – 27 d'octubre de 1991) va ser un compositor, pianista, director i pedagog polonès.
Va esdevenir un dels principals compositors polonesos, i com a director va tenir un paper essencial en el restabliment de l'Orquestra Filharmònica de Varsòvia després de la Segona Guerra Mundial. Després de la creixent frustració amb les exigències extramusicals formulades pel règim polonès, va desertar a Anglaterra el 1954. Es va convertir ràpidament en el director titular de l'Orquestra Simfònica de la Ciutat de Birmingham, càrrec que abandonà dos anys més tard per a poder-se dedicar a temps complet a la composició. El 1984, es va convertir en membre honorari de la Royal Academy of Music i el 1991 el compositor va rebre el títol de cavaller britànic pels seus serveis a la música.
La carrera de Panufnik es caracteritza per superar obstacles aparentment insuperables. Primer va lluitar contra la resistència del seu pare per dedicar-se a la música i va destacar aviat com a compositor i director. Va estudiar direcció a Viena amb Felix Weingartner, però la invasió nazi el va obligar a tornar a Varsòvia, on va col·laborar amb la resistència, component cançons patriòtiques i interpretant música prohibida. Després de la guerra, tot i ser el músic més important de Polònia, va patir censura per part del règim comunista, que criticava i prohibia algunes de les seves obres per considerar-les poc "inspiradores" políticament. Panufnik va ser utilitzat per la propaganda comunista polonesa per aparentar llibertat d'expressió, malgrat les crítiques que rebia a casa seva. Fart d’aquesta manipulació, va aconseguir fugir a Londres durant una gravació a Suïssa i va obtenir asil. Tot i la notorietat inicial, va ser difícil establir-se a Occident com a compositor, i va acabar centrant-se en la direcció orquestral per necessitat econòmica. Panufnik va crear una música que combina modernisme estructurat i romanticisme intens, amb partitures netes però un so profundament emotiu.

## Biografia

### Infància i estudis
Panufnik va néixer a Varsòvia, segon fill d'una mare violinista i d'un pare violinista aficionat (però reconegut). Des de petit es va dividir entre l'interès per la música i la fascinació per la mecànica dels avions. La seva àvia li va donar classes de piano, i tot i que mostrava talent, els seus estudis van ser irregulars. Quan era estudiant, va compondre algunes melodies populars amb èxit, però el seu pare no aprovava que seguís una carrera musical. Finalment, el seu pare va cedir i li va permetre estudiar música, sempre que es matriculés. Quan va arribar aquest moment, Panufnik ja era massa gran per fer l'examen d’entrada de piano per al Conservatori de Varsòvia, però va aconseguir l'admissió com a estudiant de percussió. Aviat va deixar la classe de percussió per dedicar-se a estudiar composició i direcció; va treballar molt i va completar el curs en molt menys temps del normal.
Després de graduar-se amb distinció el 1936, els seus plans de viatjar a Viena per estudiar direcció d'orquestra durant un any amb Felix Weingartner es van retardar pel fet de ser cridat al Servei Nacional. Panufnik va recordar com, la nit abans del seu examen mèdic, va escoltar el cant medieval nacional polonès Bogurodzica a la ràdio. Això el va captivar completament, i es va asseure fins ben entrada la nit bevent abundants quantitats de cafè negre. El resultat d'això va ser que va fallar l'examen mèdic i va ser exempt de les funcions militars. En lloc d'això, va utilitzar la pausa de l'any guanyant diners i reputació component música per al cinema.
Panufnik va viatjar a Viena el 1937 per estudiar amb Weingartner. També va complir amb la seva intenció d'estudiar música dels compositors de la Segona Escola Vienesa, però si bé va aplaudir la imposició de restriccions d'⁣Arnold Schönberg per donar unitat artística a una composició, la música dodecafònica no li va agradar. Panufnik va tornar a Polònia abans de finalitzar l’estada d’un any que tenia prevista, marxant poc després de l'Anschluss, quan la situació política va provocar que Weingartner fos destituït de l'Acadèmia.
Panufnik també va viure uns mesos a París i Londres, on va estudiar de manera privada i va compondre la seva primera simfonia. Va tornar a trobar Weingartner a Londres, i el director d'orquestra més gran el va instar a quedar-se a Anglaterra per evitar les conseqüències de l'empitjorament de la situació internacional. Panufnik estava decidit, però, a tornar a Polònia.
El seu Nocturn va ser assenyalat per a les crítiques, i més tard el general Włodzimierz Sokorski, secretari de Cultura, va anunciar que la Sinfonia Rustica de Panufnik havia "deixat d'existir". Més tard, Panufnik va descriure la simfonia com "una obra evidentment innocent", i va trobar especialment irritant que un dels membres del jurat que va decidir la proscripció de l'obra hagués estat anteriorment al tribunal que l'havia atorgat el primer premi al Concurs de Composició Chopin. Així i tot, l'obra va ser publicada per l'editorial estatal i, com ha demostrat Adrian Thomas, les interpretacions de l'obra van continuar esporàdicament a Polònia. Mentre que les seves composicions eren catalogades a casa com a formalistes, Panufnik era promogut a l'estranger com a exportació cultural, tant com a compositor com a director. Les autoritats li van concedir el seu màxim reconeixement, l'Estàndard del Treball de Primera Classe.
El 1950, Panufnik va visitar la Unió Soviètica com a part d'una delegació polonesa per estudiar els mètodes d'ensenyament soviètics. Va conèixer Dmitri Xostakóvitx, amb qui s'havia fet amic en conferències anteriors, i Aram Khatxaturian. Durant les converses amb altres compositors, Panufnik es va veure pressionat perquè digués en què estava treballant. Havent de dir alguna cosa acceptable, va esmentar casualment que tenia una idea per a una Simfonia de la Pau. Es va apoderar d'això i, en tornar a Polònia, se li va concedir una estada en un entorn tranquil perquè pogués acabar la peça (Panufnik ho va interpretar com una ordre per completar-la). Va escriure una obra de tres moviments, que va acabar amb un escenari de paraules del seu amic, el poeta Jarosław Iwaszkiewicz. Panufnik esperava incorporar la seva pròpia concepció de la pau a la composició, més que la ideologia oficial soviètica. La peça no va ser un èxit entre les autoritats.
Mentre escrivia la Simfonia de la Pau, el va sorprendre la bellesa d'una dona irlandesa que va conèixer, Marie Elizabeth O'Mahoney, que era coneguda com a "Scarlett" per la seva semblança (tant física com temperamental) amb Scarlett O'Hara, d'Allò que el vent s'endugué. Tot i que estava de lluna de mel amb el seu tercer marit, ella i Panufnik van començar una aventura. Panufnik aviat va descobrir que era epilèptica, però malgrat els seus dubtes la parella es va casar el 1951 i aviat va tenir una filla, Oonagh. Panufnik tenia ara una família jove per mantenir, i així es va dedicar a la seva lucrativa feina per a la Unitat de Cinema. Per a una pel·lícula va tornar a recórrer a la música antiga polonesa, i finalment va adaptar aquesta partitura per a l'obra de concert Concerto in modo antico. L'any 1952 Panufnik va compondre una Obertura heroica, a partir d'una idea que havia concebut el 1939 inspirada en la lluita de Polònia contra l'opressió nazi. Va presentar aquest treball (sense revelar el seu veritable significat) al concurs de música preolímpic de 1952 a Hèlsinki, i va guanyar. Tanmateix, aquesta obertura també va ser etiquetada com a "formalista."

### La guerra de Panufnik

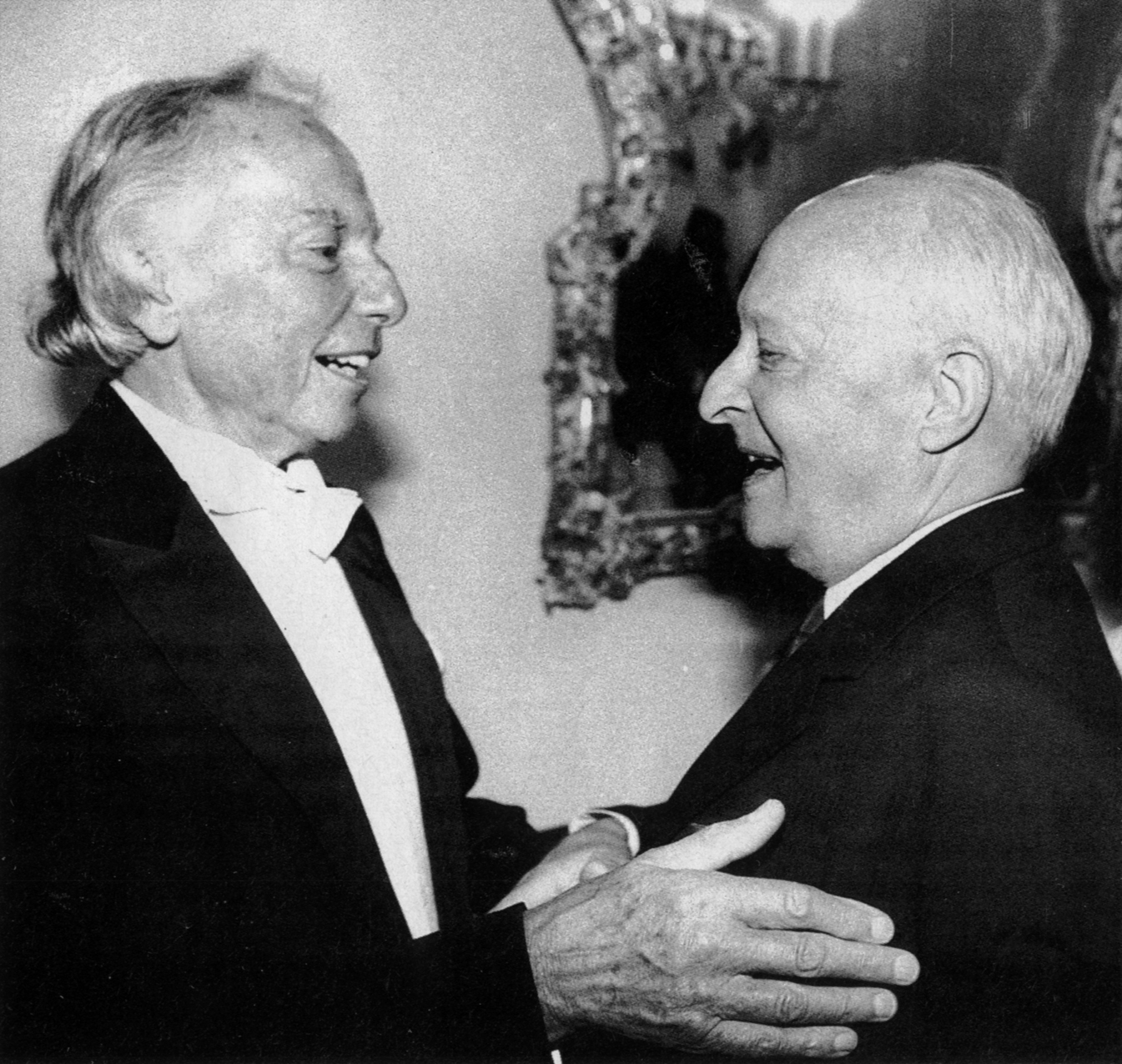
Witold Lutosławski (dreta) saluda el seu vell amic Panufnik el 1990

Durant l'ocupació alemanya de Varsòvia durant la Segona Guerra Mundial, Panufnik va formar un duo de piano amb el seu amic i també compositor Witold Lutosławski, i van actuar als cafès de Varsòvia. Aquesta era l'única manera en què els polonesos podien escoltar música en directe de manera legítima, ja que organitzar concerts era impossible, atès que les forces d'ocupació havien prohibit les reunions organitzades. Panufnik també va compondre algunes Cançons de Resistència Secreta, especialment Nens de Varsòvia, que es va fer popular entre la comunitat polonesa resistent. Durant aquest període, va compondre una Obertura tràgica i una segona simfonia. Més endavant, Panufnik va poder dirigir alguns concerts benèfics, en un dels quals es va interpretar per primera vegada la seva Obertura tràgica. Va fugir de Varsòvia amb la seva mare malalta, deixant tota la seva música enrere al seu apartament, just abans de l'⁣aixecament de Varsòvia el 1944. Quan Panufnik va tornar a les ruïnes de la ciutat a la primavera de 1945, per enterrar el cos del seu germà i recuperar els seus propis manuscrits, va descobrir que, malgrat haver sobreviscut a la destrucció generalitzada, totes les seves partitures havien estat descartades a una foguera per un desconegut que s'havia apoderat de les seves habitacions.

### Realisme socialista
Després de la Segona Guerra Mundial, Panufnik es va traslladar a Cracòvia on va trobar feina component música per al cinema per a la Unitat de Cinema de l'Exèrcit. Una part d'això inevitablement va ser per a pel·lícules de propaganda; Panufnik va explicar més tard com per a una pel·lícula, L'electrificació dels pobles, el director no va poder trobar una casa sense subministrament d'electricitat, i va haver d'enderrocar pilones i eliminar infraestructures per filmar-la en construcció. Panufnik va acceptar el càrrec de director principal de l'⁣Orquestra Filharmònica de Cracòvia. Va reconstruir part de la seva música que s'havia perdut, començant per l'Obertura Tràgica que encara estava fresca a la seva ment. Encoratjat per això, també va reconstruir el seu Trio amb piano i Cançons camperoles poloneses. No obstant això, la seva primera simfonia no va resultar tan fàcil i, decebut pel resultat, Panufnik va decidir concentrar-se en compondre noves obres.
Nomenat director musical de la desapareguda Orquestra Filharmònica de Varsòvia, tradicionalment la principal orquestra de Polònia, Panufnik es va dedicar a involucrar músics i trobar locals. Quan els obstacles burocràtics van fer difícil la reconstitució de l'orquestra (per exemple, la manca d'allotjament disponible per als músics), va dimitir en protesta. En aquesta època també va complir treballs de direcció a l'estranger, inclòs el de director convidat amb l'⁣Orquestra Filharmònica de Berlín. Se li va demanar que inclogués la seva Obertura tràgica com a recordatori a Alemanya de les seves recents accions a Varsòvia.
Al voltant d'aquesta època va començar a compondre de nou, escrivint el seu Cercle de quintes per a piano (publicat posteriorment com a Twelve Miniature Studies). La seva cançó de bressol per a orquestra de corda i dues arpes es va inspirar en la combinació del riu Tàmesi i el cel nocturn, quan va veure "núvols foscos derivant a través d'una lluna plena brillant", vist des del pont de Waterloo, mentre visitava Londres. En el seu ús de quarts de to i textures denses, això va obrir nous camins, tant per a Panufnik com per a la música polonesa. Panufnik també va compondre una Sinfonia Rustica, decidint donar-li un nom en lloc de la denominació "Simfonia núm. 1" per sentiment per les seves dues obres perdudes en el gènere.
Panufnik es va convertir en vicepresident de la recentment constituïda Unió de Compositors Polonesos (ZKP— Związek Kompozytorów Polskich ), acceptant el càrrec després que els seus col·legues l'instaren a fer-ho. No obstant això, en aquesta capacitat es va trobar maniobrat en posicions que no recolzava, en conferències amb una naturalesa més política que musical. En una d'aquestes conferències va conèixer a Zoltán Kodály, qui va expressar en privat un sentiment d'impotència artística similar al de Panufnik. També es va trobar amb compositors com l'anglès Alan Bush, que eren simpatitzants amb els objectius del socialisme estalinista, i altres compositors de l'extrema esquerra política com Benjamin Frankel.
A més del malestar de Panufnik, el govern es va tornar cada cop més intervencionista en les arts durant el període de postguerra, com a conseqüència dels esdeveniments a la Unió Soviètica, en particular el decret de Jdànov de 1948, es va dictar que els compositors havien de seguir el realisme soviètic i que les composicions musicals, com totes les obres d'art, havien de reflectir "les realitats de la vida socialista". Panufnik va reflexionar més tard sobre la naturalesa nebulosa del realisme soviètic, citant una broma polonesa de l'època que era "com un mosquit: tothom sabia que tenia una punxa, però ningú l'havia vist". En aquest clima, Panufnik, que no era membre del Partit Comunista, va intentar recórrer un camí acceptable component obres basades en la música històrica polonesa; amb aquesta finalitat va escriure l'Old Polish Suite.
A la primavera de 1953, Panufnik va ser enviat, amb l'Orquestra de Cambra de l'⁣Orquestra Filharmònica de Varsòvia, a una gira per la Xina, on va conèixer el primer ministre Zhou Enlai i, breument, el president Mao. Durant els seus primers dies allà, va rebre la devastadora notícia que la seva estimada Oonagh s'havia ofegat mentre Scarlett va patir un atac epilèptic mentre la banyava. En tornar a Varsòvia, li van demanar que escrivís una carta que el govern pogués enviar a músics occidentals, aparentment en nom de Panufnik, per testar les seves simpaties amb el "Moviment per la Pau" polonès. Panufnik va descriure aquesta demanda com una ordre efectiva d'espiar per a Moscou, i la va considerar l'última d'una "successió de gotes que omplien el got." Així, el 1954 Panufnik ja no es va sentir capaç de conciliar el seu desig patriòtic de ser un compositor polonès a Polònia amb el seu menyspreu per les exigències musicals i polítiques del govern. Va decidir migrar a la Gran Bretanya per posar en relleu les condicions en què es veien obligats a treballar els compositors polonesos.
Bernard Jacobson va descriure els esdeveniments de la fugida de Panufnik de Polònia com sortits directament d'una novel·la de John le Carré. El pare de "Scarlett", que vivia a la Gran Bretanya, va obtenir fàcilment permís per viatjar a Londres i, mentre hi era, va demanar de manera encoberta ajuda als seus amics emigrants polonesos. Van idear un compromís de direcció a Suïssa com a cobertura. Panufnik estava ansiós per no despertar sospites en semblar massa impacient per acceptar la invitació quan arribava. Mentre Panufnik complia el compromís, la legació polonesa a Suïssa es va adonar de la seva imminent fugida i el va cridar urgentment a l'ambaixada polonesa. Panufnik va despistar els membres de la policia secreta que el seguien durant un esglaiador trajecte nocturn en taxi per Zúric. Finalment, va pujar a un vol amb destinació a Londres i se li va concedir asil polític en arribar. La seva deserció va ocupar els titulars internacionals. El govern polonès el va titllar de traïdor, suprimint immediatament la seva música i qualsevol registre dels seus èxits de direcció, publicant nombroses calúmnies contra ell. Tot i que es van produir algunes actuacions poloneses posteriors (com ho va demostrar l'estudiós de Panufnik Adrian Thomas), amb la seva deserció, Panufnik va esdevenir una persona non grata, i va romandre així fins al 1977.

### La vida a Occident
Havent deixat Polònia sense diners ni possessions, els ingressos procedents de compromisos ocasionals com a director d'orquestra van fer difícil que Panufnik pogués arribar a cobrir les seves necessitats. Va rebre suport financer d'altres compositors com Ralph Vaughan Williams i Arthur Benjamin⁣; Panufnik estava tan encoratjat pel gest de solidaritat professional com pels diners. El seu vell amic el pianista Witold Małcużyński també va ajudar a trobar per a Panufnik un mecenes ric. "Scarlett" Panufnik va publicar un llibre sobre la vida de Panufnik a Polònia i la seva fugida, però les seves suposicions i imprecisions van angoixar Panufnik; Panufnik i Scarlett es van separar, mentre ella anhelava l'emoció i la societat mentre ell només volia pau i tranquil·litat per compondre. Es van divorciar el 1958.
En 1960, Panufnik va visitar els Estats Units per visitar Leopold Stokowski. Stokowski havia fet l'estrena americana de la Simfonia de la Pau el 1953, i el 1957 va dirigir l'estrena mundial de la versió revisada de la simfonia de Panufnik, titulada Sinfonia Elegiaca, que està dedicada a totes les víctimes de la Segona Guerra Mundial. Stokowski va oferir estrenes americanes també de Katyń Epitaph de Panufnik, la seva Pregària universal i Sinfonia Sacra.
Panufnik continuava trobant frustrantment difícil obtenir permís per viatjar als Estats Units. Arran del maccarthisme, el personal de l'⁣ambaixada nord-americana a Londres no va ser útil i el va tractar amb sospita: Panufnik es va sorprendre d'haver de subministrar empremtes dactilars, i li van preguntar més d'una vegada si havia estat mai membre del Partit Obrer Unificat Polonès. La ironia d'aquesta dificultat, després de la seva recent deserció pública a Occident, no passava desapercebuda per a Panufnik.
Poc després d'establir-se a la Gran Bretanya, Panufnik va rebre un contracte d'edició exclusiu amb la prestigiosa firma Boosey &amp; Hawkes. No aconseguien resposta dels editors estatals polonesos sobre les seves intencions a llarg termini per a les obres existents de Panufnik, totes elles publicades sota el seu segell. Així doncs, es va aconsellar a Panufnik que fes petites revisions en totes les seves obres per evitar problemes de drets d’autor quan Boosey & Hawkes les incorporés al seu catàleg. Poc després de completar aquesta tasca, va rebre la notícia que els editors estatals polonesos finalment havien confirmat que no tenien cap interès addicional en el seu catàleg de música de Panufnik. Panufnik es va lamentar del temps perdut i, de fet, les partitures originals supervivents (de les quals ja s'havien enviat còpies a algunes biblioteques d'Occident, inclosa la Universitat Harvard) mostren que les revisions de Panufnik van eliminar alguns dels passatges més radicals d'aquestes obres. No obstant això, tota la música que va escriure abans de 1955 es continua interpretant en les edicions revisades. Durant dos anys, de 1957 a 1959, la situació financera de Panufnik es va alleujar lleugerament quan va ser nomenat director principal de l'⁣Orquestra Simfònica de la Ciutat de Birmingham. L'orquestra estava interessada a retenir-lo, però preparar-se per a cinquanta concerts a l'any impedia a Panufnik dedicar prou temps a la composició.
El 1959, Panufnik es va relacionar sentimentalment amb Winsome Ward, a qui li van diagnosticar càncer l'any següent. Durant aquest temps, Panufnik, que havia anat component la seva "Música de tardor" amb intencions poètiques, la va convertir en una obra de connotacions tràgiques. Encara havia de completar el Concert per a piano per a Birmingham i complir el seu encàrrec de la Sinfonia Sacra. El 1960 va conèixer l'escriptora i fotògrafa Camilla Jessel, llavors de vint-i-dos anys, que havia treballat com a assistent personal als Estats Units, i el germà de la qual, Toby Jessel, estava en política. El diputat britànic Neil Marten (que havia estat la persona del Ministeri d'Afers Exteriors britànic responsable de vetllar per la deserció de Panufnik) va suggerir que Camilla Jessel podria ajudar-lo amb la seva correspondència. Panufnik va acceptar, i ràpidament va descobrir que ell no havia respost a les cartes oferint compromisos de direcció i consultant sobre comissions. Acceptar aquests compromisos i comissions va donar a Panufnik els recursos per permetre-li dedicar més temps a la composició. El 1963, Panufnik va presentar la seva recentment acabada Sinfonia Sacra per a un prestigiós concurs internacional a Mònaco per a la millor obra orquestral: va guanyar el primer premi.
Es va convertir en ciutadà britànic el 1961. Després de la mort de Winsome Ward el 1962, Panufnik i Jessel es van unir cada cop més i es van casar el novembre de 1963. Es van traslladar a una casa prop del Tàmesi a Twickenham, Gran Londres, on finalment Panufnik va tenir la pau de concentrar-se completament en la composició. Les seves obres van ser sol·licitades per figures tan importants com Leopold Stokowski, Seiji Ozawa, André Previn i Sir Georg Solti, així com Yehudi Menuhin que va encarregar un concert per a violí, i Mstislav Rostropóvitx que va encarregar un concert per a violoncel. També va rebre 3 encàrrecs de l'Orquestra Simfònica de Londres i encàrrecs per a simfonies del Centenari tant de Boston com de Chicago. La Royal Philharmonic Society va encarregar la seva Novena Simfonia, "Sinfonia di Speranza". Panufnik es va negar a tornar a Polònia fins que es va restablir la democràcia el 1990. Va ser nomenat cavaller per la reina Isabel II el 1991. Va morir a Twickenham, als 77 anys, i va ser enterrat al cementiri de Richmond. La seva filla Roxanna (n. 1968), de la seva segona dona Camilla, també és compositora.

## Estil
Més enllà de les seves deu simfonies completes i tres projectes abandonats, l’obra orquestral d’Andrzej Panufnik revela una gran versatilitat creativa. Malgrat la seva afinitat per certes combinacions tímbriques i oposicions entre seccions orquestrals, també va explorar formats reduïts, com peces per a percussió no afinada, conjunts de cordes solistes o partitures centrades en el piano com a instrument protagonista. Aquestes obres menys convencionals posen en relleu la seva recerca constant de noves formes d’expressió sonora.
La música de Panufnik està travessada per una empremta harmònica i melòdica inconfusible, profundament arrelada en les tradicions populars poloneses. Un dels seus trets distintius és la predilecció per acords d’un color agredolç, que combinen el caràcter brillant de la tríada major amb la tensió de la tercera menor superposada. Un exemple habitual és l’acord format per fa sostingut–la–re–fa natural (de baix a dalt), que de vegades es resol descendint cap al re, generant una expressivitat subtil i carregada de nostàlgia.

## Obres
Els manuscrits i les particel·les de diverses composicions primerenques es van perdre a conseqüència de l'Aixecament de Varsòvia de 1944. Panufnik en va reconstruir algunes el 1945.

### Orquestral
- Simfonies
  - (Primera simfonia: 1939, perduda el 1944, reconstruïda el 1945, posteriorment retirada i destruïda pel compositor)
  - (Segona Simfonia: 1941, perduda el 1944)
  - Sinfonia Rustica (Simfonia núm. 1) (1948, revisada el 1955)
  - Simfonia Elegiaca (Simfonia núm. 2) (1957, revisada el 1966, incorpora material de la Simfonia de la Pau descartada)
  - Sinfonia Sacra (Simfonia núm. 3) (1963)
  - Sinfonia Concertante (Simfonia núm. 4), per a flauta, arpa i orquestra de corda petita (1973)
  - Sinfonia di Sfere (Simfonia núm. 5) (1974–1975)
  - Sinfonia Mística (Simfonia núm. 6) (1977)
  - Metasinfonia (Simfonia núm. 7), per a orgue sol, timbals i orquestra de corda (1978)
  - Simfonia Votiva (Simfonia núm. 8) (1981, revisada el 1984)
  - Simfonia núm. 9, Sinfonia di Speranza (1986, revisada el 1990)
  - Simfonia núm. 10 (1988, revisada el 1990)
- Variacions simfòniques (1935–36, perduda el 1944)
- Allegro simfònic (1936, perdut el 1944)
- Imatge simfònica (1936, perduda 1944)
- Little Overture (c. 1937, perdut el 1944)
- Obertura tràgica (1942, perdut el 1944, reconstruït el 1945, revisada el 1955)
- Divertimento for Strings (adaptat de la música de Feliks Janiewicz, 1947, revisada el 1955)
- Lullaby (1947, revisada el 1955)
- Nocturne (1947, revisada el 1955)
- Old Polish Suite, basat en obres poloneses dels segles XVI i XVII (1950, revisada el 1955)
- Obertura heroica (1952, revisada el 1969)
- Rapsòdia (1956)
- Polònia (1959)
- Música de tardor, per a tres flautes, tres clarinets, percussió, celesta, piano, arpa, violes, violoncels i contrabaix (1962, revisada el 1965)
- Landscape, per a orquestra de corda (1962, revisada el 1965)
- Tríptic Jagel·loní, per a orquestra de corda (basat en obres poloneses primerenques, 1966)
- Epitafi de Katyń (1967. revisada el 1969)
- Concerto Festivo, per a orquestra [sense director] (1979)
- Paean, per a conjunt de metalls (1980)
- Arbor Cosmica, per a dotze solistes de corda o orquestra de corda (1983)
- Harmony, per a orquestra de cambra (1989)

### Concertant
- Concerto in modo antico, per a trompeta solista, dues arpes, clavicèmbal i orquestra de corda [originalment titulat Koncert Gotycki, "Concert gòtic"] (basat en les primeres obres poloneses, 1951, revisat el 1955)
- Concert per a piano (1962, revisat el 1970, recomposto el 1972, primer moviment Intrada afegit el 1982)
- Hommage à Chopin, per a flauta i orquestra de corda petita (arranjament de 1966 de l'obra vocal de 1949)
- Concert per a violí (1971)
- Concertino per a timbals, percussió i orquestra de corda (1979–1980)
- Concert de fagot (1985)
- Concert per a violoncel (1991)

### Vocal
- Psalm, per a solista, cor i orquestra (1936, diploma de Panufnik, perduda el 1944)
- Cinc cançons camperoles poloneses, per a sopranos o aguts, dues flautes, dos clarinets i clarinet baix (1940, perduda el 1944, reconstruït el 1945, text polonès anònim)
- Four Underground Resistance Songs, per a veu o veus a l'uníson i piano (1943–1944, text polonès de Stanisław Ryszard Dobrowolski)
- Hommage à Chopin, vocalitza per a soprano i piano, originalment titulat Suita Polska (1949, revisada el 1955)
- Simfonia de la Pau, per a cor i orquestra (1951, posteriorment retirada i no inclosa en el cànon simfònic del compositor, ambientació del text polonès de Jarosław Iwaszkiewicz)
- Cançó a la Verge Maria, per a cor no acompanyat o sis veus solistes (1964, revisada el 1969, text llatí anònim)
- Universal Prayer, per a solistes de soprano, alt, tenor i baix, cor, tres arpes i orgue (1968–69, ambientació del text anglès d'⁣Alexander Pope)
- Invocació per la Pau, per a aguts, dues trompetes i dos trombons (1972)
- Solstici d'hivern, per a solistes de soprano i baríton, cor, tres trompetes, tres trombons, timbals i glockenspiel (1972, text en anglès de Camilla Jessel)
- Love Song, per a mezzosoprano i arpa o piano (1976, part opcional d'orquestra de corda afegida el 1991, ambientació del text en anglès de Sir Philip Sidney)
- Dreamscape, per a mezzosoprano i piano (1977, sense paraules)
- Prayer to the Virgin of Skempe, per a veu solista o cor a l'uníson, orgue i conjunt instrumental (1990, ambientació del text polonès de Jerzy Peterkiewicz)

### Ballets
Tot i que la música de Panufnik s'ha utilitzat sovint per a dansa, el compositor va preparar dues partitures de ballet que incloïen adaptacions d'obres ja existents juntament amb material nou.
- Cain and Abel (1968, una reelaboració de Sinfonia Sacra i Tragic Overture amb material nou)
- Miss Julie (1970, una reelaboració de Nocturne, Rhapsody, Autumn Music i Polònia amb material nou)

### Cambra
- Classical Suite, per a quartet de corda (1933, perduda el 1944)
- Piano Trio (1934, perduda el 1944, reconstruïda el 1945, revisada el 1977)
- Quintetto Accademico, per a flauta, oboè, clarinet, trompa i fagot (1953, revisat el 1956, perdut, va ser redescobert el 1994)
- Triangles, per a tres flautes i tres violoncels (1972)
- Quartet de corda núm. 1 (1976)
- Quartet de corda núm. 2 Missatges (1980)
- Cançó a la Verge Maria, per a sextet de corda (arranjament de 1987 de l'obra vocal de 1964)
- Sextet de cordes Tren de pensaments (1987)
- Quartet de corda núm. 3 Wycinanki ("Retalls") (1990)

### Instrumental
- Variacions, per a piano (1933, perduda el 1944)
- Twelve Miniature Studies, per a piano, titulat originalment Circle of Fifths (1947, Llibre I revisat 1955, Llibre II revisat 1964)
- Reflexions, per a piano (1968)
- Pentasonata, per a piano (1984)

### Peces per a músics joves
- Two Lyric Pieces [1: vent fusta i llautó, 2: cordes] (1963)
- Thames Pageant, cantata per a joves intèrprets i cantants (1969, text en anglès de Camilla Jessel)
- Una processó per la pau (1982–83)